# Rudný důl Panny Marie Pomocné I
Rudný důl panny Marie Pomocné I (štola Maria Hilfe) se nachází v lokalitě obnoveného poutního kostela Panny Marie Pomocné ve Zlatých Horách. Památkově chráněná montanistická oblast je na severovýchodním svahu Příčného vrchu. Zahrnuje šachty a komíny na povrchu a chodby, dobývky a kamenné povaly v podzemí středověkého rudného dolu. Ministerstvem kultury České republiky byl v roce 1994 prohlášen kulturní památkou ČR. Rudný důl je součástí Zlatohorské hornické naučné stezky.

## Historie
Východní svah příčného vrchu je od roku 1674 spojován s poutním místem k obrazu Panny Marie Pomocné a kaplí postavenou v roce 1729 a později postavenému kostelu. Těžba zlata v této lokalitě probíhala už ve 14. století. Podle historických materiálů jde s největší pravděpodobností o revír Obirschar. Název Maria Hilfe se objevuje až na mapě A. Habtmanna z roku 1769. Hlavní těžba zlatonosných žil probíhala v 14. a 15. století, opuštění těchto dolů nastalo v 16. století. Při těžbě byly sledovány dvě křemenné žíly. Z období těžby se dochovala jedna z nejstarších štol vejčitého tvaru snad 13. století. Štola byla ražena za pomocí metody sázení ohně a následně ručně pomocí želízka a mlátku. Těžba zlatonosné rudy probíhala v patrech (před 14. stoletím) a jsou dochována v centrální části dolu. Výška pater dosahovala dva až tři metry, patra jsou od sebe odděleny kamennými povaly. V některých místech povaly nebyly ponechány a těžební výška komor dosáhla až deset metrů. V blízkosti kostela(asi 150 m východně) je dochován ručně tesaný větrací komín. V padesátých letech 20. století byla tato lokalita součástí rudního revíru Zlaté Hory–sever (ZH–S).